# ナイトスクランブル 〜いそげ!ダイヤル1431〜
ナイトスクランブル 〜いそげ!ダイヤル1431〜（ナイトスクランブル いそげ!ダイヤルいちよんさんいち）は、岐阜放送ラジオでかつて放送されていたラジオ番組である。
1983年4月4日開始、2000年4月7日終了。

## 概要
- 1983年4月改編で、それまで放送されていた『ヤングスタジオ1431』の放送枠のうち、月曜日から金曜日の平日の枠を本番組の枠に充てる形でスタートした（『ヤングスタジオ1431』は、1983年4月から土曜日、日曜日のみの放送に）。
- タイトルの「1431」とは、岐阜放送ラジオの周波数であり、リクエスト受付電話番号の下4桁の数字でもあった。
- パーソナリティには、主に中京圏で活躍するタレント、岐阜放送のアナウンサー及び岐阜放送中心に活動するパーソナリティなどが登場した。
- オープニングテーマ曲は、ティジック（TYZIK）のアルバム『マンハッタン・ドリーム』（1982年リリース）の収録曲『Love Ya'』[1]。
- 1989年10月頃に、コーナー番組として『三遊亭歌武蔵のちゃんこでドン!!』が水曜日に存在した[2]。
- リクエスト構成としては、リクエスト対象曲を5曲ほどリスナーに提示し、リスナーからの電話によるリクエストのあった曲から順にオンエアしていた。パーソナリティとリスナーとの生電話、リスナーの声出し出演も可能だった。一方で、アダルト年齢層のリスナーも存在し、リクエストによっては演歌もオンエアされた[3]。

## 放送時間
| 放送期間   | 放送期間   | 放送時間 (JST)              |
| ---------- | ---------- | --------------------------- |
| 1983.04.04 | 1989.03    | 平日 22:30 - 23:40（070分） |
| 1989.04    | 1989.09    | 平日 22:15 - 23:40（085分） |
| 1989.10    | 1990.03    | 平日 22:30 - 23:40（070分） |
| 1990.04    | 1991.09    | 平日 22:00 - 23:40（100分） |
| 1991.10    | 1992.03    | 平日 22:30 - 23:45（075分） |
| 1992.04    | 1992.09    | 平日 22:00 - 23:45（105分） |
| 1992.10    | 1996.09    | 平日 22:00 - 23:55（115分） |
| 1996.10    | 1997.03    | 平日 22:00 - 23:45（105分） |
| 1997.04    | 2000.04.07 | 平日 22:30 - 23:45（075分） |

## パーソナリティ
- 黒川慶一（1983年4月〜1987年9月・月曜日）
- 山口由美子（1983年当時・月曜日）
- 広瀬隆（1983年4月〜1991年9月・火曜日、1983年4月〜1986年3月・木曜日）※最初は2曜日担当
- 小林ゆう子（1983年当時・水曜日）
- 小松肇（1983年4月〜1995年3月・金曜日）
- 西川ちさと（1985年9月まで・水曜日、1987年10月（復帰）〜1997年3月・月曜日 → 1997年4月〜2000年4月6日・木曜日）
- 川島里美（1985年10月〜1986年3月・水曜日）
- 山崎サチヨ（1986年4月〜1986年9月・水曜日 → 1986年10月〜1988年3月・木曜日）
- 福田隆春（1986年4月〜1986年9月・木曜日）
- 金之助（1986年10月〜1989年9月・水曜日）
- 中神滋斗（1988年4月〜1990年11月・木曜日）
- 鉄崎幹人（1989年10月〜1998年9月・水曜日 → 1998年10月〜1999年9月・月曜日）
- 高橋永吉（1990年12月〜1997年3月・木曜日）
- 林加代子（1991年10月〜1997年3月・火曜日）
- 長谷川満（1995年4月〜1998年3月・金曜日 → 1998年4月〜1998年9月・月曜日 → 1998年10月〜2000年4月5日・水曜日）
- 戸井康成（1997年4月〜1998年3月・月曜日 → 1998年4月〜2000年4月7日・金曜日）※『ヤングスタジオ1431』土曜日パーソナリティからスライド登板
- すみがまともかず（1997年4月〜2000年4月4日・火曜日）
- 杉浦俊（1999年10月〜2000年4月3日・月曜日）